# Рерберг, Фёдор Иванович (инженер-генерал)
Фёдор Иванович Рерберг (нем. Hermann Friedrich Röhrberg, 21 ноября [2 декабря] 1791, Ревель, Эстляндская губерния, Российская империя — 5 [17] мая 1871, Санкт-Петербург, Российская империя) — инженер-генерал Корпуса инженеров путей сообщения, сенатор.

## Биография
Родился в Ревеле 21 ноября (2 декабря) 1791 года в семье надворного советника Иоганна (Ивана Ивановича) Рерберга, директора парусной и суконной фабрики адмиралтейского ведомства в Новгороде.
Начальное образование получил в Ревельской гимназии. В 1806 году, по окончании курса гимназии, отправился в Петербург, где сначала поступил в Училище корабельной архитектуры, а затем, когда открылся Институт Корпуса инженеров путей сообщения (01.10.1810) — перешёл в него воспитанником. Здесь, «за отличные успехи в науках», 12 июня 1811 года он был произведен в прапорщики, а в 1812 году, уже в чине подпоручика — был определён на действительную службу в Институте, где состоял преподавателем «высших математических наук»; 23 декабря этого же года Рерберг получил следующий чин — поручика.
Был откомандирован в Одессу 28 мая 1815 года — для устройства портов на Чёрном море. Здесь Рерберг выполнил проект порта в Таганроге и принимал участие в изысканиях по соединению рек Волги и Дона. Не пробыв в командировке и двух лет, возвратился в Петербург (8 марта 1817 года), где был прикомандирован к инженер-полковнику Фабру, строившему шоссе между российскими столицами. Здесь Рерберг спроектировал все мосты между Новгородом и Петербургом.

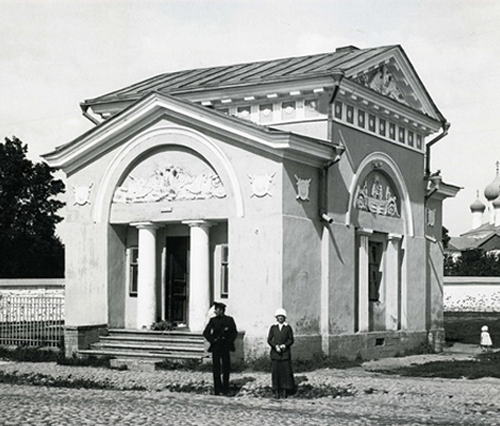
Спроектированная Ф. И. Рербергом кордегардия у Петербургской заставы в Новгороде

Через год Рерберг снова получил командировку в Новгородскую губернию. Работа его здесь состояла в постройке церквей, манежей, госпиталей, казарм и разных других зданий для войск, расположенных по берегам Волхова. В 1821 году Рерберг был произведён в подполковники.
В 1825 году вышел в отставку, «за болезнью, с чином полковника». Но вскоре снова вступил на службу и был назначен членом Строительной комиссии при Московском опекунском совете. В 1827 году вступил вновь в Корпус инженеров путей сообщения и получил место директора работ Главного штаба военных поселений. С апреля 1829 года он, сверх должности директора, занял должность управляющего морским рабочим экипажем, на правах бригадных командиров учебных бригад военных кантонистов. В течение 1829 и двух следующих годов Рерберг получил награды: два монарших благоволения и признательность «за примерный по всем заведываемым им частям порядок, чистоту и устройство» и чин генерал-майора (6 декабря 1830 года).
В 1834 году, помимо занимаемых должностей, Рерберг занял ещё место члена Комитета для устройства телеграфной линии между Петербургом и Варшавой. В 1835 году он занял пост вице-директора Департамента военных поселений, оставаясь в том же Корпусе инженеров.
25 апреля 1844 года вступил в исполнение обязанностей члена сразу трёх комитетов: технической Комиссии Департамента железных дорог, Комитета по сооружении постоянного через реку Неву моста (Николаевского) и Комитета, учрежденного для составления Строительного устава, а 27 апреля был назначен ещё и членом Совета главного управления путей сообщения и публичных зданий. Через два года стал директором Департамента искусственных дел главного управления с оставлением членом Совета.
21 апреля 1847 года был произведён в генерал-лейтенанты. В 1848 году был назначен в члены Комитета для «начертания плана водяных и сухопутных сообщений в Империи».
С 1 января 1859 года Рерберг был назначен сенатором, с оставлением членом Совета Главного управления путей сообщения и публичных зданий (затем Совета Министерства путей сообщения и публичных зданий). Первоначально ему было повелено присутствовать в 1-м Департаменте Правительствующего сената; в 1861 году он был переведён из 3-го Департамента в Межевой департамент; 8 ноября 1862 года, за отличие по службе, произведён в инженер-генералы Корпуса инженеров путей сообщения. С 20 декабря 1867 года присутствовал в Общем собрании 4-го и 5-го Департаментов сената.
Умер 5 (17) мая 1871 года в Санкт-Петербурге и похоронен на Волковском лютеранском кладбище.

## Семья
Рерберг был дважды женат, 2-м браком — на Елизавете Богдановне Танненберг (1797—1875). Из его детей наиболее известны:
- Иван (Иоганн Готлиб; 1830—1898), директор Московско-Нижегородской железной дороги, тайный советник
- Пётр (1835—1912), член Государственного совета и Военного совета, инженер-генерал

## Награды
За свою службу Рерберг имел знак отличия за XLV лет беспорочной службы и был награждён многими орденами, в их числе:
- Орден Святого Владимира 4-й степени (1814 год)
- Орден Святого Станислава 1-й степени (7 апреля 1835 года)
- Орден Святой Анны 1-й степени (18 апреля 1837 года)
- Орден Святого Владимира 2-й степени (26 марта 1839 года)
- Орден Белого орла (23 апреля 1850 года, «за удовлетворительное производство работ постоянного моста»)